# Lambic

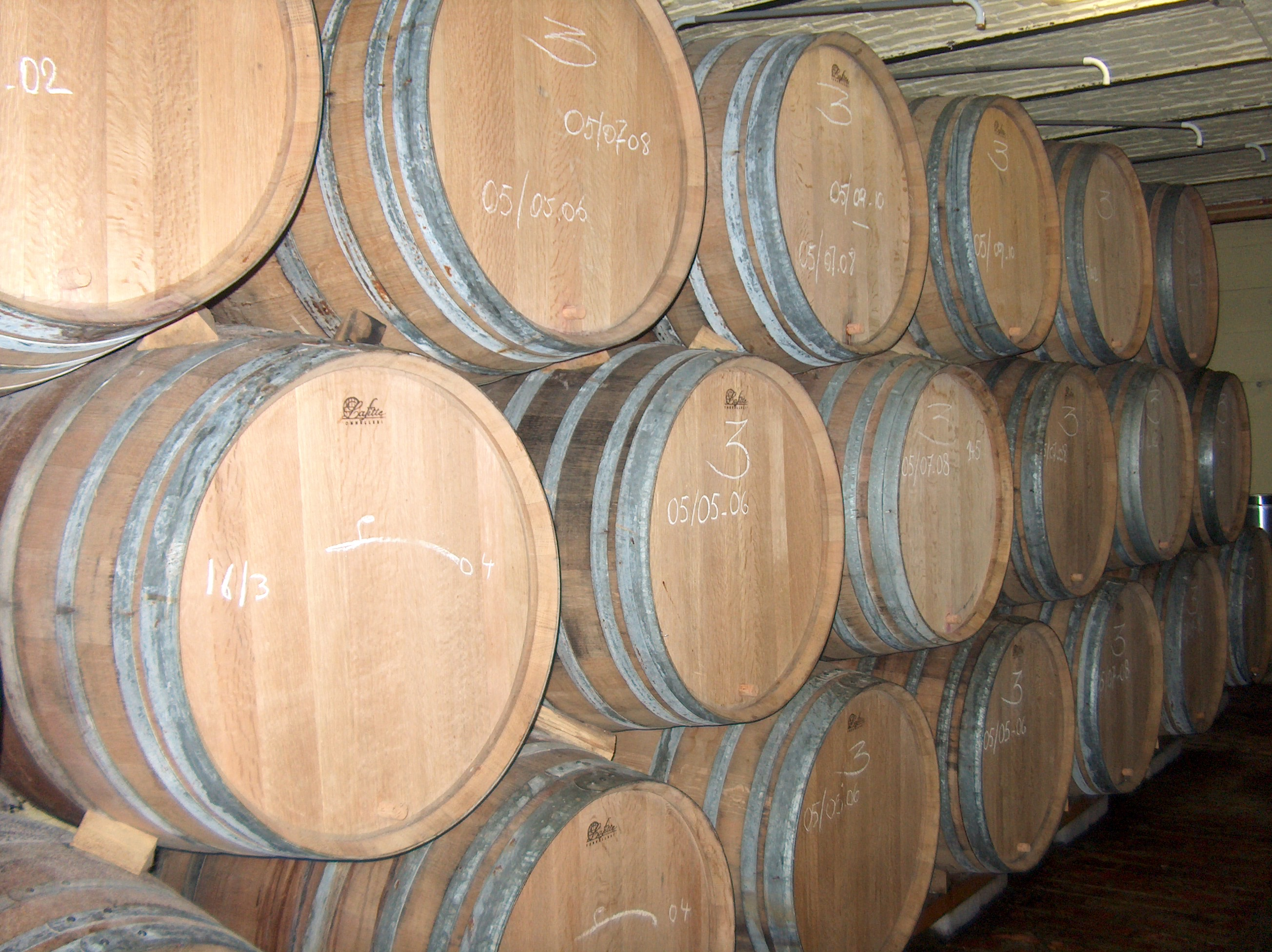
Barili di lambic.

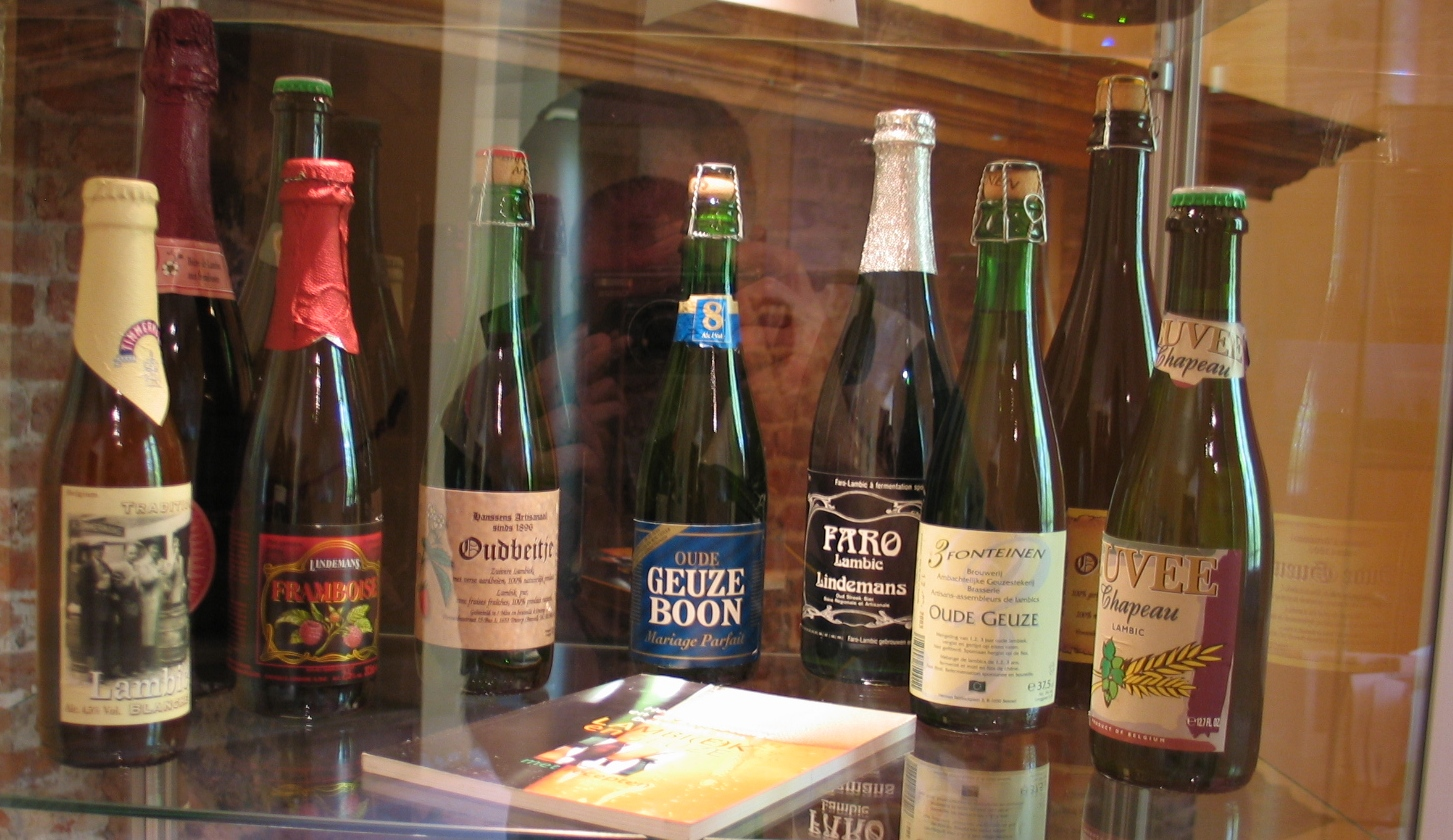
Birre a base di lambic.

Il lambic è uno stile di birra a fermentazione spontanea, originario della valle della Senne, regione del Pajottenland, a sud-ovest di Bruxelles, in Belgio.

## Modalità di produzione
Al contrario delle ale e lager convenzionali, che sono fatte fermentare utilizzando ceppi di lievito accuratamente selezionati per lo scopo, il lambic è prodotto attraverso fermentazione spontanea: il mosto di birra viene esposto ai lieviti selvatici e ai batteri autoctoni della valle della Senne a sud-ovest di Bruxelles. Questo inusuale processo di fermentazione conferisce alle birre di tipo lambic un sapore assolutamente distintivo: secco, vinoso e sidroso, decisamente acido. L'acidità cambia in funzione del grado d'invecchiamento, la gradazione alcolica è intorno ai 5°.
La procedura tradizionale del lambic prevede la preparazione a 45 °C di una pastella contenente acqua, malto e frumento non maltato (almeno il 30%).
Dopo un processo di riscaldamento e filtrazione si ottiene una soluzione composta da zuccheri, proteine e minerali, il mosto. Quest'ultimo viene aromatizzato con luppolo secco e invecchiato, bollito per quattro-sei ore. In questo modo, non utilizzando il luppolo fresco, il lambic conserva le necessarie qualità conservanti, ma il luppolo non conferisce amarezza, aromi o sapori..
Alla fine dell'ebollizione, il mosto viene raffreddato per tutta la notte in recipienti aperti, larghi e poco profondi di rame o acciaio inossidabile posti generalmente all’ultimo piano del birrificio, con le finestre aperte. Durante questo processo il mosto ha la massima esposizione all'aria e viene inoculato, senza intervento umano, con lieviti e batteri tipici della valle del fiume Senne come i lieviti Brettanomyces bruxellensis, Saccharomyces cerevisiae e Saccharomyces pastorianus. Per questo motivo il lambic è una birra stagionale che può essere prodotta solo nella stagione invernale (ottobre-maggio). Durante l'estate, le alte temperature favoriscono la proliferazione di batteri indesiderati che potrebbero influenzare negativamente la fermentazione.
Il giorno successivo il mosto viene travasato in botti di rovere o in vasche di legno per dare inizio alla sua fermentazione e maturazione. Dopo alcuni giorni, a seconda delle condizioni climatiche, inizia la fermentazione principale e viene prodotta una schiuma marrone che preserva la birra da fattori esterni, come batteri indesiderati e ossigeno. Durante questo periodo, il lievito trasforma gli zuccheri in alcol e componenti aromatici. Dopo diverse settimane, la fermentazione principale passa a una seconda fermentazione e successivamente ad altre fermentazioni minori. Infine avviene la maturazione del lambic che può durare diversi anni.
A causa delle variabili nel processo, non esistono due lambic completamente uguali: ogni mosto è esposto a diversi lieviti e batteri durante la sua notte di raffreddamento.

## Origini e evoluzione
Il lambic è uno stile di birra dalle origini antiche, le cui tracce risalgono almeno al Quattrocento, quando l'uso del frumento come ingrediente fu menzionato nelle ordinanze comunali. La menzione più antica del lambic risale comunque al 1794, quando veniva chiamato allambique.
Dopo la seconda guerra mondiale, molti produttori di lambic hanno chiuso i loro birrifici e alcuni hanno modificato il gusto del prodotto. L'uso di recipienti di acciaio e sciroppi di frutta ha reso alcuni lambic più dolci, allontanandoli dalle loro tradizioni e procedure originali di produzione.
Ad oggi si è verificata una rinascita del lambic tradizionale, con un rinnovato interesse da parte di giovani produttori che hanno rilanciato vecchie aziende e nuovi appassionati dedicatisi alla produzione di questa birra. La salvaguardia del metodo di lavorazione tradizionale è considerata cruciale per garantire il futuro del lambic ed è stato istituito un Presidio di Slow Food con l'obiettivo di promuoverne e proteggerne l'autenticità.
Nonostante il lambic sia considerato ancora un prodotto di nicchia, una quantità considerevole viene esportata. Le scelte dei consumatori in Belgio, Europa e Stati Uniti influiscono in modo significativo sul sostegno del lambic tradizionale.

## Riscaldamento globale e lambic
L'aumento delle temperature medie nella regione del Pajottenland ha ridotto i mesi in cui la birra può fermentare. Questa diminuzione temporale potrebbe mettere in difficoltà i mastri birrai, dato che il lambic potrebbe andare a male a causa del caldo prima di essere pronto. L'alternativa di raffreddare artificialmente il mosto non è praticabile secondo i produttori, poiché altererebbe il gusto della birra e il metodo tradizionale belga andrebbe perduto.

## Caratteristiche e tipologie
Il lambic può essere bevuto direttamente dalla botte, ma solitamente viene utilizzato come base per altre birre (Geuze, Faro, Kriek, Framboise, Pecheresse e Cassis).
I mastri birrai lavorano con frutti diversi, a seconda della stagionalità, per creare una gamma di birre rinfrescanti, aspre e fruttate.
Una gueuze, per esempio, è una miscela di diversi lambic di diverse annate per ottenere il sapore aspro.
I Framboise sono lambic che vengono successivamente invecchiati con lamponi freschi per 3-6 mesi.
I kriek vengono invecchiati con le ciliegie.

## Birrifici produttori/miscelatori
Il numero di produttori, che contava più di 300 nel 1900, si è ridotto drasticamente nel corso del XX secolo.
Essi commercializzano sia la gueuze che la kriek ad eccezione della gueuzerie Tilquin che non produce kriek. Frequente è anche la Framboise. Alcuni vendono faro o birre aromatizzate con altri frutti e erbe aromatiche. Esse sono commercializzate con i seguenti marchi e sottomarchi:
| Brasserie/Gueuzerie                                                       | Comune                          | Provincia           | Varietà di birre                                                | Membro HORAL | Geolocalizzazione     |
| ------------------------------------------------------------------------- | ------------------------------- | ------------------- | --------------------------------------------------------------- | ------------ | --------------------- |
| Brasserie Belle-Vue (fa parte di AB InBev)                                | Sint-Pieters-Leeuw              | Brabante Fiammingo  | Gueuze, Kriek, Framboise                                        | /            | 50.7985°N 4.2867°E    |
| Brasserie Boon                                                            | Lembeek (Halle)                 | Brabante Fiammingo  | Gueuze, Faro, Kriek, Framboise                                  | HORAL        | 50.7115°N 4.2192°E    |
| Brasserie Cantillon                                                       | Anderlecht                      | Bruxelles           | Gueuze, Kriek, Framboise, Altri frutti                          | /            | 50.8418°N 4.3353°E    |
| Gueuzerie De Cam                                                          | Gooik                           | Brabante Fiammingo  | Gueuze, Lambic, Faro, Kriek                                     | HORAL        | 50.7959°N 4.1143°E    |
| Brasserie De Troch                                                        | Wambeek (Ternat)                | Brabante Fiammingo  | Gueuze, Faro, Kriek, Framboise, Altri frutti, Erbe Aromatiche   | HORAL        | 50.8529°N 4.16414°E   |
| Brasserie Den Herberg                                                     | Buizingen (Halle)               | Brabante Fiammingo  | Gueuze, Lambic                                                  | /            |                       |
| Brasserie Drie Fonteinen                                                  | Beersel                         | Brabante Fiammingo  | Gueuze, Lambic, Kriek                                           | /            | 50.7666°N 4.3079°E    |
| Gueuzerie Eylenbosch                                                      | Kobbegem (Asse)                 | Brabante Fiammingo  | Gueuze, Kriek                                                   | /            |                       |
| Brasserie Girardin                                                        | Chapelle-Saint-Ulric (Dilbeek)  | Brabante Fiammingo  | Gueuze, Lambic, Faro, Kriek, Framboise                          | /            | 50.875047°N 4.23413°E |
| Gueuzerie Hanssens                                                        | Tourneppe (Beersel)             | Brabante Fiammingo  | Gueuze, Kriek                                                   | HORAL        |                       |
| Lambiek Fabriek                                                           | Ruisbroek (Sint-Pieters-Leeuw)  | Brabante Fiammingo  | Gueuze, Kriek, Altri Frutti                                     | HORAL        |                       |
| Brasserie Lindemans                                                       | Vlezenbeek (Sint-Pieters-Leeuw) | Brabante Fiammingo  | Gueuze, Lambic, Faro, Kriek, Framboise, Altri frutti            | HORAL        | 50.81595°N 4.21256°E  |
| Brasserie Mort Subite ex De Keersmaeker (fa parte di Alken-Maes<Heineken) | Kobbegem (Asse)                 | Brabante Fiammingo  | Gueuze, Lambic, Faro, Kriek, Framboise, Altri frutti            | HORAL        | 50.9109°N 4.2498°E    |
| Brasserie Omer Vander Ghinste (ex Bockor)                                 | Bellegem (Courtrai)             | Fiandre Occidentali | Gueuze, Faro, Kriek, Framboise, Altri frutti                    | /            | 50.7767°N 3.2793°E    |
| Gueuzerie Oud Beersel                                                     | Beersel                         | Brabante Fiammingo  | Gueuze, Lambic, Kriek, Framboise, Altri frutti, Erbe Aromatiche | HORAL        | 50.7587°N 4.3007°E    |
| Gueuzerie Tilquin                                                         | Bierghes (Rebecq)               | Brabante Vallone    | Gueuze, Altri frutti                                            | HORAL        | 50.69332°N 4.11171°E  |
| Brasserie Timmermans (fa parte della Martin's Finest Beer Selection)      | Itterbeek (Dilbeek)             | Brabante Fiammingo  | Gueuze, Lambic, Faro, Kriek, Framboise, Altri frutti            | HORAL        | 50.8399°N 4.2471°E    |
| Brasserie Van Honsebrouck                                                 | Ingelmunster                    | Fiandre Occidentali | Gueuze, Lambic, Kriek, Framboise, Altri frutti                  | /            | 50.9215°N 3.2355°E    |